# Baroness
Baroness — американский музыкальный коллектив из города Саванна, штат Джорджия. Участники первоначального состава выросли в Лексингтоне (Вирджиния).

## История

### Первые годы
Группа образована в середине 2003 г. музыкантами из Johnny Welfare and the Paychecks. Певец Джон Бэйзли оформил все релизы Baroness и некоторые альбомы других проектов, в том числе Darkest Hour, The Red Chord, Vitamin X, Skeletonwitch, Sounds of the Underground tour, Kylesa, Daughters, Torche, Pig Destroyer, Kvelertak а также сплит-диск Magrudergrind и Shitstorm.
В 2004—2007 гг. артисты выпустили три мини-альбома под названиями First, Second и A Grey Sigh in a Flower Husk (последний записан в соавторстве с Unpersons).

### Red Album
К записи первого полноформатного альбома коллектив приступил в марте 2007-го. Получившая положительные рецензии пластинка вышла 4 сентября. Журнал о хеви-метале Revolver назвал лонгплей альбомом года. 1 декабря того же года музыканты выступили в «Боуэри Боллрум» (г. Нью-Йорк). Концерт полностью запечатлён на видео, съёмка доступна на странице Baroness на WoozyFly. 20 сентября 2008 г. посредством сайта MySpace участники группы объявили о расставании с коллегой Брайаном Бликлом и приглашением в ансамбль гитариста Питера Адамса (также выступающего в составе группы Valkyrie).
В 2007—2009 группа активно гастролировала, проводя совместные концерты с Converge, The Red Chord, High on Fire, Opeth, Coheed and Cambria, Coliseum, Mastodon, Minsk, Clutch и многими другими коллективами.

### Blue Record
18 мая 2009 г. Baroness начали работу над вторым диском, Blue Record. Запись проходила на студии The Track Studio в Плейно, штат Техас, а продюсером выступил Джон Конглтон (сотрудничавший с Explosions in the Sky, The Roots, Black Mountain, The Polyphonic Spree). Релиз состоялся в том же году, 13 октября.
В феврале и марте 2010-го группа принимала участие в фестивале Australian Soundwave наряду с коллективами Clutch, Isis, Meshuggah, Jane’s Addiction и Faith No More. В марте прошло турне Baroness и Isis по Японии. Кроме того, американские музыканты играли на разогреве у Mastodon, Deftones, Metallica.

### Yellow & Green
23 мая 2011 г. группа открыла свою официальную веб-страницу, где была опубликована информация о работе над новым альбомом. Релиз нового альбома под названием Yellow & Green состоялся 17 июля 2012 года на лейбле Relapse Records.

### ДТП
Драма произошла в Англии, после того как у автобуса, в котором ехали участники музыкального коллектива, отказали тормоза. Американская группа и их водитель оказались в больнице. Гитарист Бэйзли перенес операцию. Как рассказывает сам участник группы, операция должна была идти примерно три часа, но впоследствии значительно затянулась. Медики извлекали множественное количество осколков из левой руки Джона, верхняя часть которой была фактически стерта в порошок. «Хирурги провели невероятную работу. Ведь еще день назад мы говорили об ампутации моих рук, либо об их недееспособности». «После операции врачи спросили, могу ли я сжать руку в кулак, и это не стало для меня проблемой. Они были удивлены этим, как и тем, что я не чувствовал верхнюю часть моей руки. Вероятно, это уже не изменится.»

### Purple
28 августа 2015 г. опубликован сингл Chlorine & Wine с нового альбома Purple, выход которого намечен на 18 декабря 2015 г.

## Состав группы
Текущий состав
- Джон Бэйзли — гитара, вокал (2003—наши дни)
- Джина Глисон — гитара, вокал (2017—наши дни)
- Ник Джост — бас-гитара (2013—наши дни)
- Себастьян Томсон — ударные (2013—наши дни)

Бывшие участники
- Тим Луз — гитара (2003—2005)
- Брайан Бликл — гитара (2006—2008)
- Аллен Бликл — ударные (2006—2013)
- Саммер Уэлч — бас-гитара (2003—2012)
- Мэтт Маджони — бас-гитара (2012—2013)
- Питер Адамс — гитара, вокал (2008—2017)

## Дискография

### Студийные альбомы
| Год  | Название       | Лейбл           | Позиция в Billboard 200 |
| ---- | -------------- | --------------- | ----------------------- |
| 2007 | Red Album      | Relapse Records | —                       |
| 2009 | Blue Record    | Relapse Records | 117                     |
| 2012 | Yellow & Green | Relapse Records | 30                      |
| 2015 | Purple         | Abraxan Hymns   | 70                      |
| 2019 | Gold & Grey    | Abraxan Hymns   | 39                      |
| 2023 | Stone          | Abraxan Hymns   | 115                     |

### Сплит-альбомы
| Год  | Название                                          | Лейбл                | Примечания               |
| ---- | ------------------------------------------------- | -------------------- | ------------------------ |
| 2007 | A Grey Sigh in a Flower Husk (вместе с Unpersons) | At A Loss Recordings | Также известен как Third |

### Мини-альбомы
| Год  | Название | Лейбл                |
| ---- | -------- | -------------------- |
| 2004 | First    | Hyperrealist Records |
| 2005 | Second   | Hyperrealist Records |

### Синглы
| Год  | Название                | Лейбл           |
| ---- | ----------------------- | --------------- |
| 2010 | A Horse Called Golgotha | Relapse Records |

### Сборники
| Год  | Название       | Лейбл                |
| ---- | -------------- | -------------------- |
| 2008 | First & Second | Hyperrealist Records |

### Видеоклипы
| Год  | Название                  | Примечания                                                                            |
| ---- | ------------------------- | ------------------------------------------------------------------------------------- |
| 2007 | «Wanderlust»              | Работа режиссёра Джошуа Грина, премьера прошла на Headbanger's Ball 8 декабря 2007 г. |
| 2009 | «A Horse Called Golgotha» | Работа режиссёра Джошуа Грина, премьера прошла на MySpace Music 7 ноября 2009 г.      |